# 東洋療法研修試験財団
公益財団法人東洋療法研修試験財団（とうようりょうほうけんしゅうしけんざいだん）は、厚生労働省所管の公益財団法人。1990年（平成2年）設立。

## 概要
- 所在：東京都港区芝大門1丁目16番3号芝大門116ビル6階
- 理事長：大澤 進（元社会保険審査会審査委員、財団法人柔道整復研修試験財団理事長兼任
- 常務理事：打越康記（元国立水戸病院事務部長）

## 事業
- 業務部：はり師、きゅう師、あん摩マッサージ指圧師の国家試験を行っている